# Jake Rodriguez
Pour les articles homonymes, voir Rodríguez.
Jake Rodriguez est un boxeur portoricain né le 2 octobre 1965 à Arroyo.

## Carrière
Passé professionnel en 1988, il devient champion du monde des poids super-légers IBF le 13 février 1994 après sa victoire aux points contre Charles Murray. Il conserve sa ceinture face à Ray Oliveira puis George Scott avant d'être à son tour battu le 28 janvier 1995 par Kostya Tszyu. Rodriguez met un terme à sa carrière en 1997 sur un bilan de 28 victoires, 8 défaites et 2 matchs nuls.